# الب-شترم-فاینر
الب-شترم-فاینر (به آلمانی: Verwaltungsgemeinschaft Elbe-Stremme-Fiener) یک منطقهٔ مسکونی در آلمان است که در زاکسن-آنهالت واقع شده‌است. الب-شترم-فاینر ۷٬۹۴۲ نفر جمعیت دارد.